# Бабин (Дністровський район)
Ба́бин — село в Україні, у Кельменецькій селищній громаді Дністровського району Чернівецької області. Розташоване за 7 км від смт Кельменці.

## Географія
Селом протікає річка Бабинка, права притока Дністра, на якій розташований травертиновий водоспад Гупало.

## Історія села
В документі від 20 травня 1601 року говориться, що воєвода Єремія Мовіла половину села Бабин Хотинського цінута віддає братам і сестрам Антону і Петрашку, Медвінічарел і Вестенічерел.

### Археологічні дослідження
Засновано Бабин у XV столітті. На його околицях виявлено 10 палеолітичних стоянок. На одній з них, в урочищі Яма, знайдено залишки тимчасових жител. 6 тут і поселення трипільської культури (III тисячоліття до н. е.), доби раннього заліза (І тисячоліття до н. е.), черняхівської культури II—VI століть н. е. та слов'ян IX—XI століть.
Біля села виявлено різночасні стоянки (від епохи палеоліту до часів Київської Русі). Найвідомішою з них є пізньопалеолітична стоянка Бабин І, досліджена у 1948—1951 та 1953 роках. Під час розкопок на території цієї стоянки знайдено багато кісток мамонтів, вироби з кременю і кості, залишки вогнищ та скупчення червоної фарби. Крім стоянки Бабин І, біля Бабина відомо ще 9 стоянок кам'яної доби. Біля села були виявлені рештки селищ комарівської культури.
Також на околицях села виявлено городище-святилище ІХ-Х століть.

### За часів незалежності
В 1991 р. Україна стала незалежною державою, а разом і з нею і маленькі адміністративні одиниці. Бабин є одним з кращих сіл в районі. Попри важку економічну ситуацію в країні бабинчани зуміли вистояти.
У районі село було газифіковане першим. На кінець 1998 року природний газ було проведено до 85 будинків.
1998 року головою сільської ради став Олександр Захлівняк, змінивши Василя Гетьмана. Того ж року було газифіковано школу, а 2000 — місцеву лікарську амбулаторію.

## Населення
1930: 2804 (За переписом)
Згідно з переписом УРСР 1989 року чисельність наявного населення села становила 2198 осіб, з яких 953 чоловіки та 1245 жінок.
За переписом населення України 2001 року в селі мешкали 2133 особи.
2007: 2143 (поточні дані)

### Мова
Розподіл населення за рідною мовою за даними перепису 2001 року:
| Мова       | Відсоток |
| ---------- | -------- |
| українська | 98,79 %  |
| російська  | 0,93 %   |
| молдовська | 0,19 %   |
| білоруська | 0,05 %   |
| вірменська | 0,05 %   |

## Видатні люди
Уродженці села:
- Долгий Олег Васильович (2 січня 1950) — хоровий диригент, професор. Заслужений працівник культури України (1996).
- Липковська Лідія Яківна (1882—1958) — українська співачка.

## Бабинська маланка

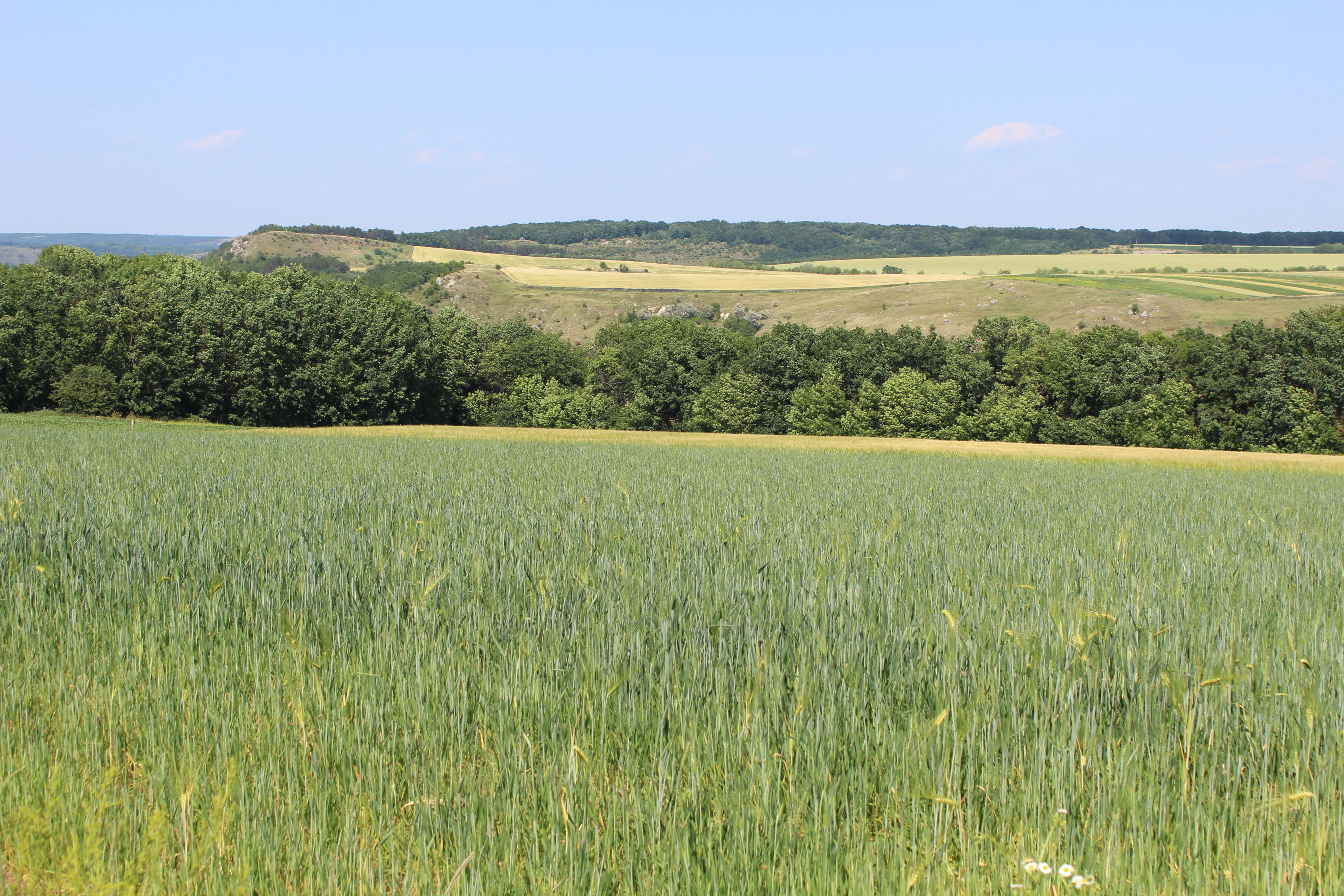
Стінка Бабинська

- Старий новий рік  святкується в Бабині найвеселіше.13 січня на свято Преподобної Меланії селом ходить Маланка. Заздалегідь учасники Маланки готували собі маски: діда, баби, дівки і т. д. Маски виготовлялися з картону та сукна, з клоччя робили вуса та коси. Вірили що ці маски відганяють злих духів і нечисту силу.

## Освіта
- 1980 рік став знаменитим у житті всіх жителів. Було збудовано сучасну світлу простору і затишну школу.
- З 1984р. школу очолює Толошняк Валентина Володимирівна.

## Церква
- В 1884 було завершено будівництво Свято-Вознесенського храму.

## Спорт
В селі є власний футбольний клуб — ФК «Іскра», що виступає в чемпіонаті Дністровського району .

## Творчі колективи
- При сільській школі діяв творчий колектив Сопілкарі «Лукаш» (керівники — Пашковський Веніамін Анатолійович і Андрущак Василь Миколайович) — гурт сопілкарів. Колектив неодноразово брав участь у районних та обласних фестивалях народної творчості. Гурт нагороджений багатьма грамотами та відзнаками, що зберігаються в архівах школи.